# マーク・ダモン
マーク・ダモン（Mark Damon, 1933年4月22日 - 2024年5月12日）は、アメリカ合衆国シカゴ出身の映画プロデューサー、俳優である。
2024年5月12日にロサンゼルスで死去。91歳没。

## 出演作品

### 映画
- デビルズ・ウェディングナイト
- 雪原に燃ゆ
- ゾンパイア
- 炎の戦士ロビン・フッド
- 荒野の死闘
- アンツィオ大作戦
- 白昼の大列車強盗団
- オーウェルロックの血戦
- 殺して祈れ
- 皆殺し無頼
- 愛は限りなく
- リンゴ・キッド
- ブラック・サバス／恐怖！三つの顔
- 野獣になった王様
- ヤングレーサー
- 史上最大の作戦
- 暴走する反抗族
- アッシャー家の惨劇（フィリップ・ウィンスロップ）
- 肉弾鬼中隊
- ならず者部隊